# Wojna kambodżańsko-wietnamska
Wojna kambodżańsko-wietnamska – konflikt zbrojny pomiędzy Socjalistyczną Republiką Wietnamu a Demokratyczną Kampuczą, trwający między 30 kwietnia 1977 a styczniem 1979 roku, gdy w miejsce Demokratycznej Kampuczy utworzono prowietnamski rząd Ludowej Republiki Kampuczy. Wojna była spowodowana atakami Demokratycznej Kampuczy na Wietnam i polityką terroru stosowaną przez rząd tego kraju. Konflikt następnie przybrał charakter wojny partyzanckiej ugrupowań opozycji antywietnamskiej, który zakończył się porozumieniem pokojowym 23 października 1991 roku.

## Geneza

### Historia relacji wietnamsko-kambodżańskich
Siedziba Imperium Khmerów, Angkor, już od XIII wieku była poddana wpływom wietnamskim. Wpływy Wietnamu rozprzestrzeniały się stopniowo, a na początku XIX wieku Wietnam sprawował już nad Kambodżą bezpośrednią kontrolę. W 1813 roku na tronie Kambodży, z pomocą Wietnamu, zasiadł Nak Ong Chan. Pod jego rządami Kambodża stała się protektoratem. Po jego śmierci w 1834 roku władze Wietnamu skolonizowały Kambodżę, która stała się prowincją Wietnamu. W latach 30. XIX wieku Wietnam próbował usunąć część kultury Khmerów (stroje, zwyczaje religijne), która pochodziła z Indii, a nie Chin. Trend dominacji wietnamskiej podtrzymała kolonizacja regionu przez Francję. Kambodża została zmuszona do oddania Wietnamowi dużej części swoich południowych obszarów. Czerwoni Khmerzy w latach 70. XX wieku uzasadniali swoje najazdy na teren Wietnamu jako próbę odzyskania terenów utraconych przez Kambodżę w poprzednich stuleciach.

### Powstanie ruchu komunistycznego
Ruch komunistyczny w Kambodży i Wietnamie rozpoczął się przed II wojną światową wraz z założeniem Komunistycznej Partii Indochin. Partia została zdominowana przez Wietnamczyków, a jej pierwotnym celem była likwidacja francuskiej władzy kolonialnej na obszarze Indochin. W 1941 roku przedstawiciel środowiska wietnamskich komunistów Hồ Chí Minh założył organizację niepodległościową Việt Minh, która przyczyniła się do osłabienia wpływów japońskiej okupacji w regionie.
Gdy Japończycy zostali pokonani, Việt Minh stał się inicjatorem narodowowyzwoleńczej I wojny indochińskiej przeciwko francuskim siłom zbrojnym. W tym czasie siły wietnamskie korzystały z terytorium Kambodży do transportu broni, materiałów i żołnierzy. Ta relacja kontynuowana była w okresie wojny wietnamskiej, w trakcie której wietnamscy komuniści z Wietnamu Północnego przerzucali przez Kambodżę zaopatrzenie potrzebne Vietcongowi do walki z rządem Wietnamu Południowego.
W 1951 roku Wietnam uczestniczył w powstaniu odrębnej kambodżańskiej partii komunistycznej - Kampuczańskiej Partii Ludowo-Rewolucyjnej. Partia ta zawarła sojusz z organizacją nacjonalistyczną Khmer Serei. W 1954 roku w wyniku ustaleń konferencji genewskiej Wietnam Północny wycofał swoich żołnierzy z Kambodży, a wraz z nimi kraj opuściło około 5000 kambodżańskich komunistów, głównie wietnamskiego pochodzenia.
W wyniku ewakuacji wojsk północnowietnamskich, w środowisku komunistów Kambodży powstała próżnia, która wkrótce została wypełniona przez młodą grupę komunistów, którzy przebywali na studiach we Francji. W latach 60. w wyniku reorganizacji partia zmieniła nazwę na Komunistyczną Partię Kambodży. Nazwa została później przyjęta przez większość koalicji utworzonej przez Pol Pota, Ieng Sary i Khieu Samphana. Ta frakcja w ruchu komunistycznym stała się zalążkiem ruchu Czerwonych Khmerów.

### Demokratyczna Kampucza i Czerwoni Khmerzy
Pod koniec lat 60. doszło do wojny domowej rządu i Czerwonych Khmerów. Rozwój partyzantki komunistycznej został przyśpieszony przez pucz Lon Nola, który w 1970 roku odsunął od władzy monarchę i zawiązał sojusz ze Stanami Zjednoczonymi. Król Norodom Sihanouk wsparł wówczas siły Pol Pota, doprowadzając w 1975 roku do upadku rządzącego reżimu i przejęcia władzy przez Czerwonych Khmerów. Czerwoni Khmerzy utworzyli nowe państwo kambodżańskie o nazwie Demokratyczna Kampucza. Rząd Czerwonych Khmerów przyjął tajemnicze terminy Angkar lub organizacja przez co do 1977 roku tożsamość przywódców ruchu pozostała poufna. Oficjalną głową państwa był Khieu Samphan jednak największą władzę w partii mieli Pol Pot i Ieng Sary. Celem grupy było ostateczne usunięcie struktur dotychczasowego państwa zorientowanego wokół elity ziemskiej. Szczególnie ostra propaganda wymierzona została w mniejszość wietnamską i Wietnam.

## Dyplomacja i akcje militarne
Zakończenie wojny domowej w Kambodży i upadek Sajgonu w kwietniu 1975 roku przyniosły nowy konflikt pomiędzy Wietnamem i Kambodżą. Do pierwszego incydentu na dużą skalę doszło 1 maja 1975 roku (a więc zaledwie dzień po upadku rządu Wietnamu Południowego), gdy Armia Rewolucyjna Kampuczy (siły zbrojne Demokratycznej Kampuczy) najechała wyspę wietnamską Phú Quốc. Zdaniem zwolenników Pol Pota wyspa była częścią terytorium Kambodży. Dziewięć dni później armia Kampuczy wtargnęła na wysepkę Thổ Chu w Zatoce Syjamskiej. Agresji towarzyszyła masakra około 500 tamtejszych mieszkańców. Wietnamczycy odpowiedzieli na atak kontrofensywą, w wyniku której siły Demokratycznej Kampuczy zostały wygnane ze spornych wysepek, a Wietnamczycy zajęli kampuczańskie wyspy Koh Poulo Wai.
Skompromitowana przez te starcia Demokratyczna Kampucza próbowała zakończyć spór. Pol Pot w czerwcu 1975 roku odwiedził Hanoi, gdzie zaproponował wietnamskiemu rządowi traktat o przyjaźni i rozmowy na temat sporów granicznych. Według oficjeli Demokratycznej Kampuczy, Wietnamczycy odrzucili ich ofertę, niemniej jednak w sierpniu Wietnam zwrócił okupowane wyspy Koh Wai i oficjalnie uznał władanie Kampuczy nad nimi. W przeciągu roku relacje pozbawione były wrogości, a Demokratyczna Kampucza i Wietnam zachowały względem siebie neutralność, okazyjnie wydając komunikaty, w których strony komentowały zachodzące w obu państwach przemiany.
W ciągu 1976 roku – choć oficjalnie oba rządy mówiły o poprawie wzajemnych relacji – to w praktyce wrogość między nimi stale wzrastała. Wpływy wietnamskie w Kambodży były najmniejsze spośród państw Indochin. Wśród komunistów w Kampuczy frakcje prowietnamskie zostały wyeliminowane, a większość zdobyła orientacja prochińska. Pol Pot pod pretekstem walki z rzekomymi agentami wietnamskimi i radzieckimi dokonał w rządzie szeregu czystek, które doprowadziły do jeszcze większego wzmocnienia totalitarnej władzy. Demokratyczna Kampucza coraz śmielej krytykowała Wietnam i podważała jego pozycję w Indochinach. Gdy Wietnam, nie chcąc dopuścić do eskalacji konfliktu, złożył rządowi Kampuczy formalne gratulacje z okazji drugiej rocznicy zajęcia stolicy kraju 17 kwietnia 1977 roku, wojska Kampuczy odwdzięczyły się za ten gest 30 kwietnia – w rocznicę upadku rządu w Sajgonie. Armia Czerwonych Khmerów przekroczyła granicę z Wietnamem i zaatakowała prowincję An Giang i miasto Châu Đốc. W trakcie ataku Czerwoni Khmerzy dokonali zabójstw setek cywilów wietnamskich.
Armia Ludowa Wietnamu rozpoczęła kontrofensywę przeciwko wojsku Khmerów. 7 czerwca Wietnam zaproponował zakończenie starć i przeprowadzenie rozmów między rządami. 18 czerwca rząd Kampuczy odpowiedział na wietnamską ofertę, proponując usunięcie wszystkich jednostek wojskowych ze spornych obszarów i utworzenie na nich obszaru zdemilitaryzowanego. Wietnam odrzucił propozycję, a Kampucza kontynuowała wysyłanie żołnierzy w celu ataków na wietnamskie miejscowości. We wrześniu 1977 roku artyleria Kampuczy uderzyła w kilka wietnamskich wiosek wzdłuż granicy, a sześć wiosek w prowincji Đồng Tháp zostało opanowanych przez piechotę. W wyniku ataków zginęło ponad 2000 wietnamskich cywilów. Siły Wietnamu odpowiedziały na atak, formując osiem dywizji (szacunkowo 60 tysięcy żołnierzy) i rozpoczęły odwetowy atak przeciwko Kampuczy. 16 grudnia oddziały piechoty wsparte przez siły powietrzne dokonały bezpośredniego ataku na obszar Kampuczy.
Kampuczanie w starciu z wojskiem wietnamskim odnieśli dotkliwe straty. Pod koniec grudnia Wietnam odniósł nad Kampuczą liczne zwycięstwa. 31 grudnia Khieu Sampham oświadczył, że rząd Kampuczy tymczasowo (a więc do momentu wycofania się wojsk Wietnamu z Kampuczy) zerwał stosunki dyplomatyczne z Wietnamem. 6 stycznia 1978 roku wojska wietnamskie znalazły się już tylko 38 km od stolicy Phnom Penh, jednak rząd Wietnamu nie zdecydował się na ostateczne uderzenie przeciwko reżimowi Pol Pota i wycofał się w stronę Wietnamu z jednoczesną ewakuacją tysięcy kampuczańskich uchodźców cywilnych i uwolnionych więźniów reżimów. Wśród tej grupy uchodźców znalazł się Hun Sen, który po obaleniu reżimu Czerwonych Khmerów stanął na czele nowego rządu Kambodży.

## Przygotowania do likwidacji reżimu

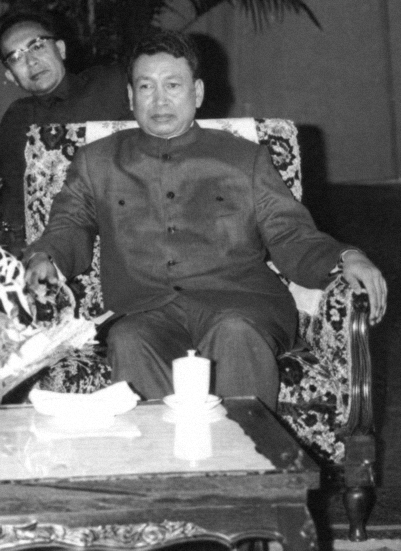
Pol Pot, przywódca Demokratycznej Kampuczy

Rząd Kampuczy - pomimo wielkich strat - uznał starcie z odwetowym uderzeniem Wietnamu za sukces kampuczańskiej armii. Przywódcy Kampuczy twierdzili, że rzekomo na jednego zabitego żołnierza Kampuczy przypadało 30 wietnamskich, Czerwoni Khmerzy posunęli się jeszcze dalej stwierdzając, że armia Kampuczy jest w stanie zniszczyć całą populację Wietnamu. Zwycięstwo nad Wietnamem nie było jednak możliwe w żadnym stopniu - wojsko i społeczeństwo Wietnamu były w dobrej kondycji fizycznej, podczas gdy ludność Kampuczy była wyczerpana latami ciężkiej pracy, chorób i głodu, do których doprowadził reżim Pol Pota, ignorujący własnych obywateli. Ponadto wojsko wietnamskie liczyło w 1977 roku 615 tys. żołnierzy, 900 czołgów i 300 samolotów bojowych (w tym jedną eskadrę lekkich bombowców). Natomiast Kampucza dysponowała armią liczącą 70 tys. żołnierzy, kilkoma ciężkimi czołgami, 200 pojazdami opancerzonymi i niewielkimi siłami lotniczymi. Pomimo tak wielkich dysproporcji Kampucza w dalszym ciągu podejmowała akcje na obszarach przygranicznych. W styczniu 1978 roku siły kampuczańskie wciąż naruszały granice z wietnamską prowincją Hà Tiên.
27 stycznia Wietnam rozpoczął rozmowy z przygranicznymi oddziałami kampuczańskimi w celu przekonania ich do buntu przeciwko reżimowi. Rząd Wietnamu wysłał też swojego wiceministra spraw zagranicznych Phan Hiềna do Pekinu, gdzie odbył on rozmowy z przedstawicielami chińskiego rządu nt. sytuacji w Kampuczy. Chińczycy zgodzili się na pośredniczenie w negocjacjach między Wietnamem i Kampuczą. 18 stycznia chińska wicepremier Deng Yingchao przybyła do Phnom Penh w celu podjęcia rozmów z władzami Kampuczy. Przywódcy Czerwonych Khmerów odrzucili pomysł chińskich negocjacji. Wietnam w tym samym czasie skontaktował się z So Phim, liderem wojskowej frakcji Czerwonych Khmerów we Wschodniej Strefie Wojskowej Kambodży. So Phim planował powstanie przeciwko reżimowi w czym został poparty przez Wietnam. Wschodnia Strefa Wojskowa ze względu na celowe, jak się później okazało, uchylanie się od akcji przeciw Wietnamowi, wzbudzała coraz większe niepokoje w rządzie, na skutek czego sam Pol Pot określił strefę jako gniazdo zdrajców.
Pol Pot wyprzedził oddziały So Phima i po tym jak odkrył, że wszedł on w alians z Wietnamczykami, wysłał pozostałe jednostki wojskowe na obszar Strefy Wschodniej w celu eliminacji zdrajców. Na skutek interwencji rządu strefa została rozbita, a So Phim popełnił samobójstwo. Do Wietnamu udało się uciec zastępcy Phima, Hengowi Samrinowi, gdzie kontynuował działalność przeciw reżimowi.
12 kwietnia rząd Kampuczy ogłosił, że może dojść do negocjacji między rządami, jeśli Wietnam wypełni próbny okres siedmiomiesięcznego zawieszenia broni. Rząd Wietnamu od razu odrzucił propozycję. W zemście dwie dywizje Kampuczy przeniknęły na terytorium Wietnamu i wymordowały ponad trzy tysiące cywilów w miejscowości Ba Chuc w prowincji Giang. W czerwcu 1978 roku siły lotnicze Wietnamu rozpoczęły masowe bombardowanie Kampuczy, wykonując dziennie około 30 lotów, które spowodowały ogromne straty Kampuczy. Do tego czasu większość rozbitej Strefy Wschodniej Wojska uciekła do Wietnamu, gdzie w tajnych obozach wojska wietnamskiego przechodziła szkolenie i czekała na wykorzystanie w walce z reżimem Pol Pota. Wietnam zaostrzył też kurs wobec Chin. Biuro Polityczne Komunistycznej Partii Wietnamu uznało, że Czerwoni Khmerzy są klientami Chin, w rezultacie czego Chiny zostały uznane przez Biuro Polityczne za głównego wroga Wietnamu. Biuro uznało też, że reżim w Kampuczy musi zostać usunięty na skutek bezpośredniej interwencji wojskowej. Media wietnamskie rozpoczęły zintensyfikowaną akcję propagandową przeciwko Czerwonym Khmerom. Pismo Nhân Dân wezwało do międzynarodowej interwencji skierowanej przeciwko Czerwonym Khmerom w celu uratowania społeczności tego kraju przed polityką ludobójstwa Pol Pota. Pod koniec czerwca wojska wietnamskie przeprowadziły ograniczoną akcję wojskową przeciwko Czerwonym Khmerom. Wietnamczycy zajęli szereg prowincjonalnych miast i Prey Veng Suong w odpowiedzi na co armia Kampuczy przeprowadziła ostrzał terenów przygranicznych.
W drugiej połowie 1978 roku wietnamscy przywódcy poświęcili większość swojego czasu na kampanię wojskową przeciwko reżimowi Czerwonych Khmerów. Szukając poparcia dla planowanej inwazji na arenie międzynarodowej zyskali wsparcie ZSRR, który dostarczył Wietnamczykom sprzęt wojskowy i amunicję. 3 listopada 1978 roku Wietnam, aby zabezpieczyć się przed ewentualną wojną z Chinami i zyskać dalszą pomoc zaopatrzeniową, zawarł z ZSRR traktat o przyjaźni i współpracy. Rząd powiększył liczbę rekrutów i przeprowadził szkolenia, a następnie rozmieścił liczne oddziały wzdłuż granicy z Kambodżą oraz w południowym Laosie, który był sojusznikiem Wietnamu. Chiński rząd widząc wietnamskie przygotowania do interwencji, w dniu 13 grudnia wydał oświadczenie, w którym stwierdził, że Wietnam zostanie ukarany jeśli zachowa się w niepohamowany sposób. Wietnam, nie obawiając się chińskich gróźb, ogłosił utworzenie (w miejsce Tymczasowego Rewolucyjnego Rządu Kambodży - liczącej 300 osób organizacji byłych Czerwonych Khmerów, którzy uciekli do Wietnamu) w  strefie wyzwolonej Zjednoczonego Frontu Ocalenia Narodowego Kambodży. Według Hanoi Zjednoczony Front Ocalenia Narodowego był niezależnym ruchem komunistycznym Kambodży, wywodzącym się z różnych środowisk. Na czele ruchu stanął Heng Samrin, były dowódca 4. dywizji Kampuczy. Jeszcze przed utworzeniem Frontu wspierani przez Hanoi opozycjoniści kambodżańscy przekraczali granicę w celu poszerzania bazy wsparcia dla ruchu przeciwników reżimu. Chiny, obawiając się zbytniego poszerzenia wietnamskich wpływów, wysłały do Kampuczy zaopatrzenie i doradców mających przeszkolić armię Kampuczy.

## Przebieg interwencji z grudnia 1978
21 grudnia 1978 roku pierwsze oddziały wietnamskie przekroczyły granicę Kambodży. Dwa oddziały zostały skierowane w kierunku miasta Krâchéh, a reszta odcięła drogę logistyczną oddziałów kampuczańskich wzdłuż granicy. Wojsko Kampuczy ponosiło ciężkie straty i nie było w stanie oprzeć się ofensywie. 25 grudnia rozpoczęła się inwazja na pełną skalę. Udział w akcji wzięło 13 dywizji, a więc 150 tys. żołnierzy dobrze wspartych przez ciężką artylerię i siły lotnicze. Przywództwo Czerwonych Khmerów podjęło decyzję o ewakuacji na zachód kraju. 7 stycznia 1979 roku armia wietnamska i siły opozycji kambodżańskiej wkroczyły do Phnom Penh i następnego dnia w miejsce Demokratycznej Kampuczy powołano nowe państwo, Ludową Republikę Kampuczy z Heng Samrinem jako głową państwa i Pen Sovanem jako sekretarzem generalnym rządzącej Kampuczańskiej Partii Ludowo-Rewolucyjnej.
Przywództwo Czerwonych Khmerów zostało rozbite przez siły interwencyjne. Wiele politycznych i wojskowych struktur ruchu zostało zmuszonych do schronienia się w Tajlandii, gdzie zostały one ciepło przyjęte przez tamtejszy rząd. Rząd tajski pomimo przytłaczających informacji o zbrodniach Czerwonych Khmerów zapewnił im ochronę i utworzył przeznaczoną dla nich bazę Khao Larn w prowincji Trat. Tymczasem nowy rząd w Phnom Penh rozpoczął działania na rzecz odbudowy kraju, który został zniszczony przez długoletnie wojny i zbrodnicze rządy Pol Pota. Rząd miał szczególny problem ze znalezieniem wykształconych i wykwalifikowanych pracowników (ze względu na opuszczenie lub zamordowanie przez Czerwonych Khmerów grupy najbardziej wykształconych osób). Pod koniec roku próby stabilizacji kraju przez nowy rząd były podważane przez antywietnamskie grupy partyzanckie działające wzdłuż zachodnich regionów kraju.

## Reakcja społeczności międzynarodowej
Wkrótce po upadku Phnom Penh i zajęciu miasta przez siły wietnamskie i ich sojuszników, przedstawiciele Demokratycznej Kampuczy wezwali do nadzwyczajnego spotkania Rady Bezpieczeństwa ONZ, na którym król Norodom Sihanouk miał przedstawić sprawę obalenia reżimu. Pomimo silnego sprzeciwu ze strony ZSRR i Czechosłowacji, Rada Bezpieczeństwa zgodziła się. Sihanouk zdystansował się od łamania praw człowieka przez Czerwonych Khmerów i oskarżył Wietnam o agresję i naruszenie suwerenności Kampuczy. Wezwał wszystkie kraje ONZ do zawieszenia pomocy Wietnamowi i nieuznawania nowego rządu Kambodży. Siedem państw członkowskich Rady Bezpieczeństwa ONZ przedstawiło projekt rezolucji wzywającej do zawieszenia broni i wycofania wszystkich sił zagranicznych z Kambodży. Inicjatywa ta została poparta przez: Chiny, Francję, Norwegię, Portugalię, Stany Zjednoczone i Wielką Brytanię, ale rezolucja nie została przyjęta z powodu sprzeciwu ZSRR i Czechosłowacji.
16-19 lutego 1979 w Wietnamie odbył się kampuczańsko-wietnamski szczyt, w trakcie którego podpisano Traktat o pokoju, przyjaźni i współpracy. W artykule drugim traktatu stwierdzono, że bezpieczeństwo Wietnamu i Kambodży jest ze sobą powiązane, czym zalegitymizowano obecność wojsk wietnamskich na terenie Kampuczy. Wkrótce po tym wydarzeniu ZSRR, kraje socjalistyczne Europy Środkowo-Wschodniej i Indie uznały oficjalnie rząd Ludowej Republiki Kampuczy. Związek Radziecki ponadto ostro skrytykował terror Czerwonych Khmerów oraz pogratulował nowemu rządowi Kampuczy zwycięstwa nad reżimem Pol Pota, wyrażając przy tym pełne poparcie dla socjalistycznej drogi rozwoju, którą przyjęła Ludowa Republika Kampuczy.
Na 34. sesji Zgromadzenia Ogólnego ONZ zarówno przedstawiciele Demokratycznej Kampuczy, jak i Ludowej Republiki Kampuczy, rościli sobie prawo do reprezentowania Kambodży. Obie strony poinformowały członków Rady Bezpieczeństwa o tym, że są prawowitymi przedstawicielami Kambodży i jej społeczeństwa. Przyznano rację Demokratycznej Kampuczy, choć ogrom terroru Czerwonych Khmerów był już ujawniony. Przez to głosowanie przedstawiciele Czerwonych Khmerów mogli oficjalnie zasiąść w Zgromadzeniu Ogólnym.
W styczniu 1980 roku 29 państw nawiązało stosunki dyplomatyczne z Ludową Republiką Kampuczy, podczas gdy prawie 80 państw nadal uznawało obalony rząd Demokratycznej Kampuczy. Także mocarstwa zachodnie i kraje członkowskie proamerykańskiego sojuszu ASEAN zdecydowanie potępiły usunięcie reżimu Czerwonych Khmerów. Popierająca Czerwonych Khmerów Tajlandia zażądała od Wietnamu opuszczenia Kambodży. Stanowisko Tajlandii zostało poparte przez rządy Indonezji, Malezji, Filipin i Singapuru. ASEAN widział w interwencji wietnamskiej zagrożenie dla bezpieczeństwa i stabilności w regionie. Pogląd ten był popierany przez Chiny i USA, które wyraziły poparcie dla członkostwa Demokratycznej Kampuczy w Zgromadzeniu Ogólnym ONZ. Stany Zjednoczone poparły też stanowisko ASEAN, wzywające do natychmiastowego wycofania się wojsk wietnamskich z Kambodży.
Wsparcie Tajlandii dla Czerwonych Khmerów doprowadziło do incydentów granicznych w trakcie których wojska wietnamskie i Republiki Ludowej Kampuczy starły się z wojskiem tajskim i wspieranymi przez nie siłami opozycji antywietnamskiej.

## Chiński atak na Wietnam

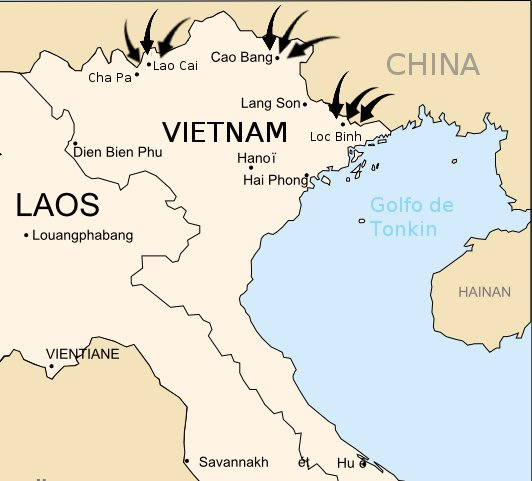
Kierunek chińskiego uderzenia na Wietnam

Już 17 lutego 1979 roku wojska chińskie rozpoczęły odwetowy atak na Wietnam. Na początku marca siły chińskie zajęły kilka większych miast przygranicznych, ale po napotkaniu zaciętego oporu Wietnamczyków (Wietnam dysponował silną i dobrze wyszkoloną armią posługującą się zdobytymi na Amerykanach technologiami) zaczęły się wycofywać. Straty chińskie w krótkotrwałym konflikcie okazały się wyższe od strat Wietnamu (od 12 do 50 tys. żołnierzy chińskich w stosunku do około 10 tys. wietnamskich). Konflikt osłabił zarówno nowy rząd Kambodży, jak i Wietnam, gdyż nieobecność części wietnamskich formacji spowodowała odrodzenie się formacji zbrojnych Czerwonych Khmerów, którzy rozpoczęli działania powstańcze przeciwko rządowi Kambodży.

## Walki z partyzantką
W chwili gdy reżim Czerwonych Khmerów został obalony, ludzie mieli nadzieję, że w Kambodży nastanie okres pokoju i wolności. W 1981 roku wprowadzono w życie konstytucję Ludowej Republiki Kampuczy, w której wyraźnie stwierdzono, że Kampucza jest niezależnym, pokojowym państwem, w którym władza należy do społeczeństwa. W dalszym ciągu istniały jednak jednostki wojskowe Czerwonych Khmerów, które prowadziły akcje zbrojne przeciwko nowemu rządowi. Czerwoni Khmerzy budzili wśród wielu ludzi niechęć ze względu na brutalne metody, które stosowali w trakcie istnienia Demokratycznej Kampuczy. Wśród  społeczeństwa pojawił się postulat usunięcia z Kambodży stacjonujących tam sił wietnamskich.
W rezultacie tego w Kambodży powstały dwa niekomunistyczne ruchy partyzanckie, walczące z jednostkami wietnamskimi na terenie kraju. Pierwszą grupę stanowił prawicowy i prozachodni ruch Ludowego Frontu Wyzwolenia Narodowego Khmerów powstały już w 1979 i dowodzony przez byłego premiera Son Sanna. Ludowy Front Wyzwolenia Narodowego Khmerów kontrolował kilka obozów dla uchodźców na granicy tajsko-kambodżańskiej, gdzie pod swoją kontrolą skupiał tysiące cywilów. Organizacja mogła liczyć w szczytowym okresie ponad 10 tys. osób jednak została zdziesiątkowana na skutek strat i dezercji w czasie ofensywy wojsk wietnamskich w 1984-1985. Po tej ofensywie grupa działała jedynie w małych grupach stosując taktykę partyzancką.
Drugą niekomunistyczną organizacją rebeliantów był FUNCINPEC utworzony przez króla Sihanouka po tym, gdy zerwał on więzi z Czerwonymi Khmerami. Jako lider FUNCINPEC król wezwał Zgromadzenie Ogólne ONZ do wydalenia przedstawicieli Czerwonych Khmerów podejrzanych o zbrodnie okresu Demokratycznej Kampuczy. Monarcha skrytykował ASEAN za uznanie rządu Czerwonych Khmerów oraz wspieranie przez Tajlandię tej grupy. Zarówno FUNCINPEC, jak i Ludowy Front Wyzwolenia Narodowego Khmerów, nie odgrywały większej roli w polityce Kambodży. Były rozdarte ciągłymi podziałami wewnętrznymi i korupcją. Naruszały prawa człowieka.
Początkowo antywietnamskie organizacje nie współpracowały ze sobą, co zmieniło się w 1981 roku, gdy Sihanouk i Son Sann rozpoczęli rozmowy z byłym liderem Demokratycznej Kampuczy, Khieu Samphanem. Rozmowy dotyczyły utworzenia sojuszu stronnictw niekomunistycznych i Czerwonych Khmerów. W maju 1982 roku po rozmowach z udziałem ASEAN, przedstawiciele opozycji (w tym Czerwoni Khmerzy) utworzyli rząd koalicyjny, opozycyjny względem Kampuczańskiej Republiki Ludowej. Opozycja stworzyła Koalicyjny Rząd Demokratycznej Kampuczy. Sihanouk w ramach koalicji został prezydentem Demokratycznej Kampuczy, Khieu Samphan – wiceprezydentem odpowiedzialnym za sprawy zagraniczne, a Son Sann – premierem. Jeszcze w 1987 roku Demokratyczna Kampucza miała miejsce w Zgromadzeniu Ogólnym ONZ pomimo tego, że kontrolowała jedynie malutki skrawek terenów Kambodży.

## Reformy nowego rządu i wycofanie się wojsk wietnamskich
W 1978 roku kiedy rozpoczęła się inwazja wietnamska na Kambodżę, przywódcy Wietnamu nie spodziewali się tak negatywnej reakcji ze strony społeczności międzynarodowej. To działania zachodniej opinii publicznej doprowadziły do ożywienia działalności Czerwonych Khmerów. Kampucza stała się więc dla Wietnamu problemem nie tylko wojskowym, lecz także ekonomicznym i dyplomatycznym. Przez dekadę rząd Republiki Ludowej Kampuczy pozostawał na marginesie międzynarodowej polityki, co miało poważny wpływ na gospodarkę. Z powodu interwencji ucierpiała zarówno gospodarka Wietnamu, jak i Kambodży. Stany Zjednoczone nałożyły sankcje na Wietnam jeszcze przed tym wydarzeniem. Po interwencji udało się im jednak pozbawić Wietnam i Republikę Ludową Kampuczy funduszy płynących z szeregu państw świata. Amerykańska dyplomacja doprowadziła też do wykluczenia Kambodży i Wietnamu z organizacji międzynarodowych takich jak: Bank Światowy, Azjatycki Bank Rozwoju i Międzynarodowy Fundusz Walutowy. W 1979 roku Japonia zwiększyła presję na rząd Wietnamu, zawieszając wszelką pomoc gospodarczą. Japończycy poinformowali, że pomoc zostanie wznowiona, jeśli Wietnam zmieni swoją politykę w Kambodży oraz swoje stanowisko odnośnie do rywalizacji chińsko-radzieckiej. Także Szwecja uznawana za najbardziej zagorzałego zwolennika Wietnamu na Zachodzie, zmniejszyła swoją pomoc, a wkrótce zupełnie ją anulowała.
Wietnam pod presją międzynarodową już w 1982 roku rozpoczął proces wycofywania się z Kambodży, co początkowo zostało zupełnie zlekceważone przez zachodnich obserwatorów. W 1984 roku rząd wietnamski zaplanował strategię o nazwie Plan K5, mającą na celu wycofanie się z Kambodży i usamodzielnienie tego państwa. Plan opracował generał Lê Đức Anh kierujący wietnamską kampanią w Kampuczy. Pierwszy etap polegał na rozbiciu przez wojsko grup zbrojnych przy granicy z Tajlandią, uszczelnieniu granicy, rozbudowie sił zbrojnych Kambodży i zapewnieniu bezpieczeństwa miejscowej ludności. Część tego planu zrealizowano w trakcie ofensywy 1984-1985, gdy Wietnamczycy zlikwidowali większość sił rebeliantów. Od tamtego czasu wietnamskie siły zbrojne skupiły się na ochronie ludności cywilnej oraz szkoleniu armii Kambodży.
Wycofanie się wojsk wietnamskich poprzedziła liberalizacja gospodarki Wietnamu, rozpoczęta w 1986 roku. W 1987 roku przywództwo Wietnamu zdecydowało o rozpoczęciu wycofywania się z Kambodży (i redukcji sił zbrojnych w ogóle). W 1988 roku przyjęto nową politykę zagraniczną, w której uznano Chiny za głównego wroga (Chiny zastąpiły tym samym USA). Do czasu wycofania się z Kambodży w 1989 roku, Wietnam przy pomocy ZSRR uzbroił armię kambodżańską w nowoczesny sprzęt mający obronić kraj przed partyzantami Czerwonych Khmerów. Wietnam ponownie wkroczył na krótko do Kambodży w marcu 1991 roku. Tym razem operacja ograniczyła się tylko do prowincji Kâmpôt. Żołnierze wietnamscy pokonali oddziały Czerwonych Khmerów, które zorganizowały w tym regionie ofensywę przeciwko rządowi, a następnie ponownie wycofali się. We wrześniu 1991 roku Wietnam podpisał w Paryżu porozumienie, które miało na celu przywrócenie w Kambodży pokoju.

## Porozumienie pokojowe
14 stycznia 1985 roku premierem Republiki Ludowej Kampuczy został Hun Sen. Hun Sen rozpoczął rozmowy pokojowe z frakcjami Demokratycznej Kampuczy. 2-4 grudnia 1987 roku, Hun Sen spotkał się z Sihanoukiem w miejscowości Fère-en-Tardenois we Francji. Obaj politycy omówili na spotkaniu przyszłość Kambodży. Do dalszych rozmów doszło 20-21 stycznia 1988 roku, przedstawiciele rządu próbowali namówić króla do powrotu do kraju co jednak nie udało się. Na propozycję rządu przystali inni ministrowie rządu Demokratycznej Kampuczy (przy tym wcześniejsi ministrowie w reżimie Lon Nola), Cheng Heng i In Tam. 25 lipca 1985 roku w Dżakarcie w Indonezji doszło do pierwszego nieformalnego spotkania między rządami Republiki Ludowej i Demokratycznej Kampuczy. Rozmowy dotyczyły przywrócenia w kraju pokoju. W trakcie spotkania król zaproponował zawieszenie broni, wprowadzenie sił pokojowych ONZ do Kambodży (w celu nadzorowania wycofania się wojsk wietnamskich) i integracji wszystkich ugrupowań zbrojnych Kampuczy w jedną armię państwową. Do drugiego spotkania w Dżakarcie doszło 19 lutego 1989 roku. W spotkaniu uczestniczył minister spraw zagranicznych Australii Gareth Evans. W trakcie spotkania ustalono, że utworzony zostanie rząd jedności narodowej, który będzie istniał do czasu przeprowadzenia wolnych wyborów. W tym samym roku doszło też do wycofania się wojsk wietnamskich, a w przeddzień wycofania się sił wietnamskich Hun Sen zwołał posiedzenie Zgromadzenia Narodowego w celu przyjęcia nowej konstytucji. W ramach reform Ludowa Republika Kampuczy zmieniła nazwę na Państwo Kambodży w którym buddyzm stał się religią państwową i rozpoczęto reformy wolnorynkowe.
W 1989 roku odbyła się również konferencja pokojowa w Paryżu. A 26 lutego 1990 roku - czyli już po wycofaniu się sił wietnamskich - w Dżakarcie miało miejsce trzecie spotkanie między rządem a opozycją, na którym utworzono Państwową Radę Najwyższą. Państwowa Rada Najwyższa początkowo składała się z 12 członków. Po trzy miejsca przypadły dla każdej z osobna grupy rządu Demokratycznej Kampuczy, trzy miejsca trafiły też w ręce Kampuczańskiej Partii Ludowo-Rewolucyjnej. Następnie liczbę przedstawicieli dla opozycji skupionej w rządzie Demokratycznej Kampuczy ograniczono, a dla każdej z jej frakcji przypadły po dwa miejsca, zwiększono natomiast liczbę miejsc dla Partii Ludowo-Rewolucyjnej która na skutek zmian posiadała sześć miejsc. Od 1991 roku rada reprezentowała Kambodżę w trakcie Zgromadzenia Ogólnego ONZ. Następnym posunięciem Hun Sena było przemianowanie rządzącej Kampuczańskiej Partii Ludowo-Rewolucyjnej na Kambodżańską Partię Ludową – zmiana nazwy miała być symbolem odrzucenia walki rewolucyjnej na rzecz demokracji.
23 października 1991 roku frakcje należące do Państwowej Rady Najwyższej, Wietnam i 15 państw członkowskich na Międzynarodowej Konferencji Pokojowej w Paryżu podpisali porozumienie pokojowe w sprawie Kambodży. Porozumienie oznaczało dla społeczeństwa Kambodży zakończenie długoletniej wojny domowej, choć w dalszym ciągu wśród przywódców poszczególnych frakcji utrzymywała się atmosfera niepokoju. W celu włączenia Czerwonych Khmerów do umowy, mocarstwa zgodziły się celowo unikać słowa ludobójstwo w odniesieniu do działań rządu Demokratycznej Kampuczy w okresie między 1975 a 1979 - spowodowało to krytykę umowy paryskiej przez Hun Sena, który uznał, że umowa jest daleka od doskonałości i w żaden sposób nie przypomina o zbrodniach popełnionych przez reżim Demokratycznej Kampuczy. Zgodnie z rezolucją Rady Bezpieczeństwa ONZ 745 i umową paryską w Kambodży powstała misja ONZ o nazwie UNTAC (United Nations Transitional Authority in Cambodia). Misja nadzorowała prace polityczne i administracyjne do czasu, aż Kambodża wybierze nowy rząd. 14 listopada do kraju powrócił Sihanouk, który wziął udział w wyborach. Kolejnym działaczem, który powrócił do kraju, był lider Czerwonych Khmerów Sonn Senn. Wszyscy ci działacze przygotowywali się następnie do kampanii wyborczej. Z protestami społecznymi mieszkańców stolicy kraju spotkał się powrót do Kambodży, Khieu Samphana w dniu 27 listopada 1991 roku. Protestujący próbowali zlinczować polityka pamiętając zbrodnie, których dopuścili się Czerwoni Khmerowie w okresie jego prezydentury. Samphan uciekł rozwścieczonemu tłumowi i przedostał się na lotnisko, skąd samolotem uciekł z kraju. Rejterada Samphana uniemożliwiła w praktyce udział Czerwonych Khmerów w wyborach. W marcu 1992 roku do Kambodży przybyły siły pokojowe ONZ w liczbie 22000 żołnierzy z 22 państw świata. Wraz z nimi przybyło 6000 urzędników, 1700 policjantów oraz 3500 pracowników cywilnych i wolontariuszy wyborczych. Na czele misji ONZ stanął japoński dyplomata Yasushi Akashi.
W czerwcu 1992 roku Czerwoni Khmerzy powołali Narodową Partię Unii Kambodży. Jednocześnie ogłosili że nie będą startować w nadchodzących wyborach. Ponadto Czerwoni Khmerzy odmówili rozbrojenia swoich wojsk, co było sprzeczne z umową paryską. Następnie Czerwoni Khmerzy rozpoczęli masakrę wietnamskiej społeczności Kambodży wywołując ucieczkę z Kambodży około stu tysięcy Wietnamczyków. Do walki z Czerwonymi Khmerami wysłane zostały oddziały ONZ oraz regularne wojska wietnamskie. Pomimo zagrożenia ze strony Czerwonych Khmerów, w dniu 28 maja 1993 roku odbyły się wybory, w których monarchistyczny FUNCINPEC zdobył 45,47% głosów, Ludowa Partia Kambodży zaś 38,23%. Hun Sen odmówił akceptacji wyników wyborów, a jego minister obrony Sin Song ogłosił secesję wschodnich prowincji Kambodży stanowiących bastion Partii Ludowej. Lider FUNCINPEC książę Norodom Ranariddh (syn Sihanouka), w celu zapobieżenia secesji, zgodził się na utworzenie rządu koalicyjnego między monarchistami a Partią Ludową. 21 września 1993 roku, Zgromadzenie Konstytucyjne Kambodży zatwierdziło nową konstytucję. Po wprowadzeniu konstytucji tytuł pierwszego premiera objął Ranariddh, drugim premierem został natomiast Hun Sen. 23 września 1993 roku formalnie przywrócono monarchię. Od tamtego czasu Kambodża była monarchią konstytucyjną, a głową państwa ponownie stał się Norodom Sihanouk. W lipcu 1994 roku rząd Kambodży zdelegalizował działalność Czerwonych Khmerów ze względu na naruszanie umowy paryskiej przez ich przedstawicieli. Rząd, co najważniejsze, oficjalnie uznał odpowiedzialność rządu Demokratycznej Kampuczy za ludobójstwa i zbrodnie dokonywane w tamtym okresie. Do 1998 roku Czerwoni Khmerzy zostali całkowicie rozbici.

## Zakończenie izolacji Wietnamu
Wietnamska interwencja w Kambodży wywołała poważne zmiany w wietnamskiej polityce zagranicznej. Wietnam spotkał się przez Zachód z potępieniem po obaleniu w 1979 roku reżimu Czerwonych Khmerów, przez co w kolejnych latach pozostał państwem odizolowanym od świata. Wietnamskie starania na odbudowanie kraju były utrudnione z powodu braku pomocy ze strony zachodnich państw kapitalistycznych. Ponadto obecność sił wojskowych Wietnamu w Kambodży stała się przeszkodą do normalizacji stosunków dyplomatycznych z Chinami, USA i krajami członkowskimi ASEAN. W obliczu stopniowej utraty pomocy udzielanej przez ZSRR i kraje Europy Środkowo-Wschodniej, rząd Wietnamu rozpoczął proces naprawy relacji z sąsiadami. Było to trudne do realizacji szczególnie ze względu na agresywną politykę Chin, które w 1979 roku dokonały ataku na Wietnam, a od tamtego czasu sporadycznie ostrzeliwały przygraniczne tereny (apogeum nastąpiło we wrześniu 1985 roku, gdy wystrzelono 2000 pocisków). Na początku drugiej połowy lat 80. Wietnam przyjął politykę Doi Moi zakładającą znaczną liberalizację gospodarki i zmniejszył skalę wrogich działań wobec Chin. Wdrożenie w 1990 roku części założeń planu pokojowego w Kambodży umożliwiło rozmowy między Wietnamem, Chinami i Radą Bezpieczeństwa ONZ.
Na początku września 1990 roku wietnamski premier Đỗ Mười, sekretarz generalny KPW Nguyễn Văn Linh i były premier Phạm Văn Đồng udali się do Chengdu w Chinach, gdzie spotkali się z tamtejszym premierem Li Pengiem i sekretarzem generalnym Komunistycznej Partii Chin Jiangiem Zeminem. 17 września 1990 roku także generał Võ Nguyên Giáp wybrał się do Chin, gdzie podziękował Chińczykom za pomoc dla jego dawnych kampanii wojskowych. Pomimo zewnętrznych oznak poprawy stosunków dyplomatycznych Wietnamu z Chinami, Wietnam niechętnie popierał plan pokojowy, który mógł osłabić dotychczasowy rząd Kambodży. Po nieformalnym posiedzeniu w Dżakarcie w lutym 1990 roku, Wietnam i Chiny przywróciły między sobą formalne stosunki dyplomatyczne. W listopadzie 1991 roku nowo wybrany premier Wietnamu Võ Văn Kiệt wyruszył do Pekinu, gdzie spotkał się ze swoim chińskim odpowiednikiem.
Koniec konfliktu wewnętrznego w Kambodży przyniósł też kres embargu handlowemu krajów ASEAN obowiązującemu od roku 1979. W styczniu 1990 roku tajski premier Chatichai Choonhavan publicznie poparł to, aby Wietnam i reszta Indochin zostały dopuszczone do udziału w ASEAN. W okresie od końca 1991 roku do początku 1992 Wietnam przywrócił relacje dyplomatyczne z kilkoma krajami członkowskimi tej grupy. W rezultacie w latach 1991-94 inwestycje z krajów ASEAN stanowiły 15% bezpośrednich inwestycji zagranicznych w Wietnamie. Oprócz korzyści ekonomicznych, ASEAN był gwarantem bezpieczeństwa narodowego Wietnamu (pomoc Związku Radzieckiego po zakończeniu zimnej wojny ustała). 28 lipca 1995 roku Wietnam oficjalnie stał się siódmym członkiem ASEAN. Wietnam do członkostwa w organizacji został zaproszony w trakcie spotkania ASEAN w Bangkoku w 1994 roku. Następnie w sierpniu 1995 roku została otwarta ambasada USA, a 11 lipca 1995 roku prezydent USA Bill Clinton ogłosił oficjalną normalizację stosunków dyplomatycznych z Wietnamem, kończąc tym samym okres izolacji Wietnamu od świata.